# Eisenbahnbrücke Schaan–Buchs
Die Eisenbahnbrücke Schaan–Buchs ist eine eingleisige Rheinbrücke an der Bahnstrecke Feldkirch–Buchs. Sie ist die einzige Eisenbahnbrücke zwischen Liechtenstein und der Schweiz.

## Erste Eisenbahnbrücke
Mitte des 19. Jahrhunderts gab es auch im Fürstentum Liechtenstein Bestrebungen, Anschluss an das Eisenbahnnetz zu erhalten. Die liechtensteinische Regierung bevorzugte eine das ganze Land durchquerende Bahnlinie (bis nach Balzers), schliesslich einigten sich Liechtenstein und Österreich – im Einvernehmen mit der Schweiz – aber auf eine Streckenführung von Feldkirch über Schaan nach Buchs. Zur Verbindung von Schaan und Buchs begann 1871 der Bau einer Eisenbahnbrücke und bereits am 24. Oktober 1872 fuhr der erste Zug zwischen beiden Orten. Die Brücke wurde dabei als Gitterkonstruktion aus Eisen mit doppeltem Kreuzfachwerk erstellt. Sie bestand aus zwei je 69 m langen Hauptöffnungen und zwei je 31 m langen Seitenöffnungen. Im Jahr 1892 wurde die Brücke für höhere Verkehrslasten verstärkt.

## Rheinhochwasser 1927
Nach der Kanalisierung des Rheins im 19. Jahrhundert blieb infolge einer aufgrund des geringen Gefälles zu geringen Schleppkraft des Wassers immer mehr Schwemmmaterial am Flussgrund liegen. Das Niveau der Flusssohle stieg dadurch ständig und lag zuletzt etwa 7 bis 9 m über dem Umland. Ein Dammbruch hätte somit ein komplettes Auslaufen des Flusses zur Folge. Um die Gefahr vor Rheinüberschwemmungen zu reduzieren, wurden deshalb im Verlauf des 19. und 20. Jahrhunderts die Dämme immer wieder erhöht. Die verschiedenen Rheinbrücken hob man jedoch meist nicht gleich mit an, sodass die Brückenunterseiten tiefer lagen als die Wuhren. Auf dem liechtensteinischen Rheinabschnitt lagen dabei die Eisenbahnbrücke Schaan-Buchs und eine 300 m stromabwärts befindliche, hölzerne Straßenbrücke am tiefsten. Diese Problematik war auch den Österreichischen Bundesbahnen bekannt, die entsprechend eine (weitere) Hebung der Eisenbahn-Rheinbrücke um über einen Meter beabsichtigten (zunächst für Winter 1926/1927, dann für Winter 1927/1928 geplant).
Doch bereits im September 1927 ereignete sich ein ausserordentliches Rheinhochwasser: Der Wasserpegel stieg am 25. September 1927 so weit an, dass Treibholz und andere vom Wasser mitgeführte Objekte sich an der Eisenbahnbrücke stauten, auf dem Gleis zu liegen kamen und sich in den Eisenträgern verkeilten. Gegen 18:00 erreichte die Flutwelle am 50 km aufwärts gelegenen Pegel Reichenau ihren Höchststand von etwa 5 m über dem Mittelwasser, an der Buchser Rheinbrücke stieg er ab dieser Zeit aller 10 Minuten um 6 bis 7 cm an. Gegen 19:00 h riss der Rhein die hölzerne Straßenbrücke weg, nach weiteren 50 Minuten war er soweit gestiegen, dass der östliche Rheindamm durch das von der zu tief liegenden Eisenbahnbrücke angestaute Wasser überspült wurde und brach. Die Lücke im Damm wuchs in kurzer Zeit bis auf 250 m Länge an. Die Wassermassen (geschätzte Wasserführung: 3000 m³/s) überfluteten weite Teile Schaans sowie des Liechtensteiner Unterlandes und verursachten die grösste Naturkatastrophe in der neueren Geschichte Liechtensteins. Die Hochwasserspitze dürfte die Rheinbrücke sogar erst einige Stunden nach dem Dammbruch, in der Nacht zum 26. September, passiert haben. Die Rheinbrücke selbst wurde schwer beschädigt: Das östliche Widerlager der 31 Meter langen rechtsufrigen Vorbrücke wurde unterspült, der Fachwerkträger stürzte uferseitig ins Wasser und der zur Rheinbrücke führende Eisenbahndamm wurde auf 300 Meter Länge zerstört. Die Struktur der beiden Hauptöffnungen blieb weitgehend intakt, doch zeugten zahlreiche Dellen und Beulen in den Stahlträgern von der enormen Wucht, mit der die Baumstämme gegen das Tragwerk getrieben wurden.

## Notbrücke 1927
Mit dem Unterbruch der Bahnlinie Buchs-Feldkirch musste der internationale Eisenbahnverkehr von Zürich über St.Gallen–St. Margrethen nach Feldkirch umgeleitet werden. Um eine Verzögerung der Wiederherstellung der Eisenbahnlinie Feldkirch-Buchs zu verhindern, entschlossen sich die Österreichischen Bundesbahnen dazu, die noch zum Teil bestehende Brücke um eine Notbrücke zu ergänzen. Dabei wurde beschlossen, den durch die Überschwemmung zerstörten Eisenbahndamm, welcher zur Rheinbrücke geführt hatte, nicht neu zu erstellen, sondern durch eine provisorische Brücke zu ersetzen. Damit sollte insbesondere die Gefahr neuer Beschädigungen durch erneute Wuhreinbrüche verhindert werden. Durch diese provisorische Verlängerung erreichte die Eisenbahnbrücke nun eine Länge von insgesamt 315 Meter. Die Arbeiten begannen Anfang Oktober und bereits am 17. November 1927 konnte die provisorische Brücke für den lokalen und internationalen Zugverkehr geöffnet werden.

## Neubau
Um neuen Anforderungen (z. B. Geschwindigkeit, Tragfähigkeit) gerecht zu werden, wurde beschlossen, die provisorische Brücke zu ersetzen. So erstellten die Österreichischen Bundesbahnen ab Herbst 1934 neben der provisorischen Brücke eine neue Eisenbahnbrücke. Für den Bau wurden rund 90 Waggons mit je 10 Tonnen Flussstahl sowie 15 Waggons Zement aus Österreich angeliefert; insgesamt waren am Bau rund 350 österreichische Arbeiter beschäftigt. Die 190 Meter lange Stahlbrücke sollte dabei durch den Flusspfeiler von 1870/1872 getragen werden. Zu diesem Zweck schob man am 5. April 1935 die alte Brücke mittels Rolllagern weg und schob die neue Brücke ein. Noch gleichentags fand schliesslich die Eröffnung der neuen Eisenbahnbrücke statt.